# 13. Golden Globe-gála
A 13. Golden Globe-gálára 1956. február 23-án került sor, az 1955-ben mozikba került amerikai filmeket díjazó rendezvényt a los angelesi Hollywood Roosevelt Hotelben tartották meg.
A 13. Golden Globe-gálán Jack L. Warner vehette át a Cecil B. DeMille-életműdíjat.

## Filmes díjak
A nyertesek félkövérrel jelölve.
| Legjobb filmes díjak | Legjobb filmes díjak                                                                                               |
| Legjobb filmdráma | Legjobb vígjáték vagy zenés film                                                                                   |
| --- | --- |
| - Édentől keletre | - Macsók és macák                                                                                                  |
| Legjobb filmes alakítások (filmdráma) | |
| Színész | Színésznő |
| - Ernest Borgnine – Marty | - Anna Magnani – Tetovált rózsa                                                                                    |
| Legjobb filmes alakítások (vígjáték vagy zenés film) | |
| Színész | Színésznő |
| - Tom Ewell – Hétévi vágyakozás | - Jean Simmons – Macsók és macák                                                                                   |
| Legjobb mellékszereplők (filmdráma, vígjáték vagy zenés film)                                                                                             | |
| Színész | Színésznő |
| - Arthur Kennedy – A tárgyalás | - Marisa Pavan – The Rose Tattoo                                                                                   |
| Az év felfedezettje | |
| Színész | Színésznő |
| - Ray Danton – I’ll Cry Tomorrow - Russ Tamblyn – Hit The Deck                                                                                            | - Anita Ekberg – Véres sikátor - Victoria Shaw – The Eddy Duchin Story - Dana Wynter – The View from Pompey's Head |
| Egyéb | |
| Legjobb rendező | Legjobb film a nemzeti összefogásban                                                                               |
| - Joshua Logan – Piknik | - A szerelem nagyon ragyogó dolog                                                                                  |
| Legjobb idegen nyelvű film | Legjobb szabadtéri dráma                                                                                           |
| - Dangerous Curves – Egyesült Királyság - Kodomo no me – Japán - Kinder, Mütter und ein General – Nyugat-Németország - Stella – Görögország - Ige – Dánia | - Wichita |
| Henriatta-díj | |
| - Marlon Brando - Grace Kelly | |

## Televíziós díjak
A nyertesek félkövérrel jelölve.
- Desi Arnaz
- Dinah Shore

## Különdíjak

### Cecil B. DeMille-életműdíj
A Cecil B. DeMille-életműdíjat Jack L. Warner vehette át.

### Különleges díj
- James Dean

### Hollywoodi polgársági díj
- Esther Williams

## Fordítás
Ez a szócikk részben vagy egészben  a(z)   13th Golden Globe Awards című angol Wikipédia-szócikk fordításán alapul.  Az eredeti cikk szerkesztőit annak laptörténete sorolja fel. Ez a jelzés csupán a megfogalmazás eredetét és a szerzői jogokat jelzi, nem szolgál a cikkben szereplő információk forrásmegjelöléseként.